# Christian Gytkjær
Christian Lund Gytkjær (ur. 6 maja 1990 w Roskilde) – duński piłkarz występujący na pozycji napastnika we włoskim klubie Venezia FC, reprezentant Danii. Wcześniej występował m.in. w FC Nordsjælland, Akademisk BK, Sandnes Ulf, FK Haugesund, Rosenborg BK, TSV 1860 Monachium, Lechu Poznań oraz AC Monza.

## Kariera klubowa
Jest wychowankiem Lyngby BK. Od 2010 do 2013 grał w duńskim FC Nordsjælland, ale w międzyczasie był wypożyczany do duńskiego Akademisk BK i norweskiego Sandnes Ulf. W latach 2013–2016 był piłkarzem FK Haugesund, a później trafił do Rosenborga. W przerwie zimowej sezonu 2016/17 przeszedł do niemieckiego TSV 1860 München. Już w swoim pierwszym meczu przeciwko Arminii Bielefeld 3 lutego 2017 strzelił gola. Po spadku monachijczyków z 2. Bundesligi opuścił klub.
Przed sezonem 2017/18 trafił do Lecha Poznań, z którym podpisał dwuletni kontrakt obowiązujący do 30 czerwca 2019 z opcją przedłużenia o kolejny rok 7 marca 2019 Lech Poznań przedłużył umowę z piłkarzem do czerwca 2020.
W lipcu 2020 zawarł dwuletnią umowę z AC Monza, z opcją przedłużenia po jej zakończeniu. Włoski klub w 2022 przedłużył kontrakt o kolejny rok.
20 lipca 2023 podpisał kontrakt z włoskim klubem Venezia FC, obowiązujący do końca czerwca 2025.

## Kariera międzynarodowa
W listopadzie 2016 zadebiutował w reprezentacji Danii w meczu z Czechami (1:1). Kolejny raz został powołany na mecz z Austrią w październiku 2018, w którym rozegrał drugą połowę. W marcu 2019 strzelił swoją pierwszą bramkę w narodowych barwach podczas meczu eliminacyjnego do mistrzostw Europy 2020 przeciwko reprezentacji Szwajcarii (3:3). 5 września 2019 strzelił dwa gole w wygranym spotkaniu z Gibraltarem (6:0). Podczas el. ME 2020 zdobył dla reprezentacji Danii cztery bramki, stając się jej drugim najskuteczniejszym strzelcem podczas tych eliminacji.

## Życie prywatne
Christian Gytkjær ma brata Fredirika (ur. 1993), również grającego zawodowo w piłkę nożną. Żonaty z Franką Olaffson z którą ma dwoje dzieci: Katerinę Gytkjaer (ur. 1 stycznia 2013)  i  syna  Hugo Gytkjaera  (ur. 25 października 2014).

## Sukcesy

### FC Nordsjaelland
- Mistrzostwo Danii: 2011/2012
- Puchar Danii: 2010/2011

### Rosenborg BK
- Mistrzostwo Norwegii: 2016
- Puchar Norwegii: 2016

### Lech Poznań
- Wicemistrzostwo Polski: 2019/2020

### Indywidualne
- Król strzelców Eliteserien: 2016
- Król strzelców Ekstraklasy: 2019/2020